# Виторину, Мануэл
Мануэ́л Витори́ну Пере́йра (порт. Manuel Vitorino Pereira; 30 января 1853, Салвадор, Баия, Бразильская империя — 9 ноября 1902, Рио-де-Жанейро, Бразилия) — бразильский писатель, врач и политический деятель, вице-президент Бразилии в 1894—1898 годах, временно исполнял обязанности президента в 1896—1897 годах.

## Биография
В 1876 году Виторину окончил медицинский университет, в том же году присоединился к Либеральной партии. Несколько лет практиковался во врачебной деятельности в Европе, в больницах Парижа, Вены, Берлина и Лондона.
Политическую карьеру Виторину начал в 1885 году. В этот период он выступал за отмену рабства, монархии, а также практики пожизненного пребывания в Сенате. 23 ноября 1889 года, уже после провозглашения республики, Виторину занял должность губернатора штата Баия, но через полгода, 26 апреля 1890 года, был смещён с этого поста в пользу Эрмеса Эрнесту да Фонсеки, брата первого президента Бразилии.
После этого Виторину работал сенатором, а в 1894 году был избран вице-президентом Бразилии в правительстве Пруденти ди Морайса. Виторину временно исполнял обязанности президента на протяжении почти четырёх месяцев, с 10 ноября 1896 по 4 марта 1897 года, когда у Мораиса были проблемы со здоровьем.
После завершения полномочий вице-президента Виторину закончил политическую карьеру и занимался врачебной деятельностью. В 1902 году он умер.

## Память
В честь Виторину в 1962 году был назван муниципалитет Мануэл-Виторину в его родном штате Баия.